# Castanopsis
Castanopsis és un gènere de plantes fagàcies. Conté unes 120 espècies que actualment estan restringides a zones tropicals i subtropicals d'Àsia oriental.
Algunes espècies són arbusts grans i altres són arbres.

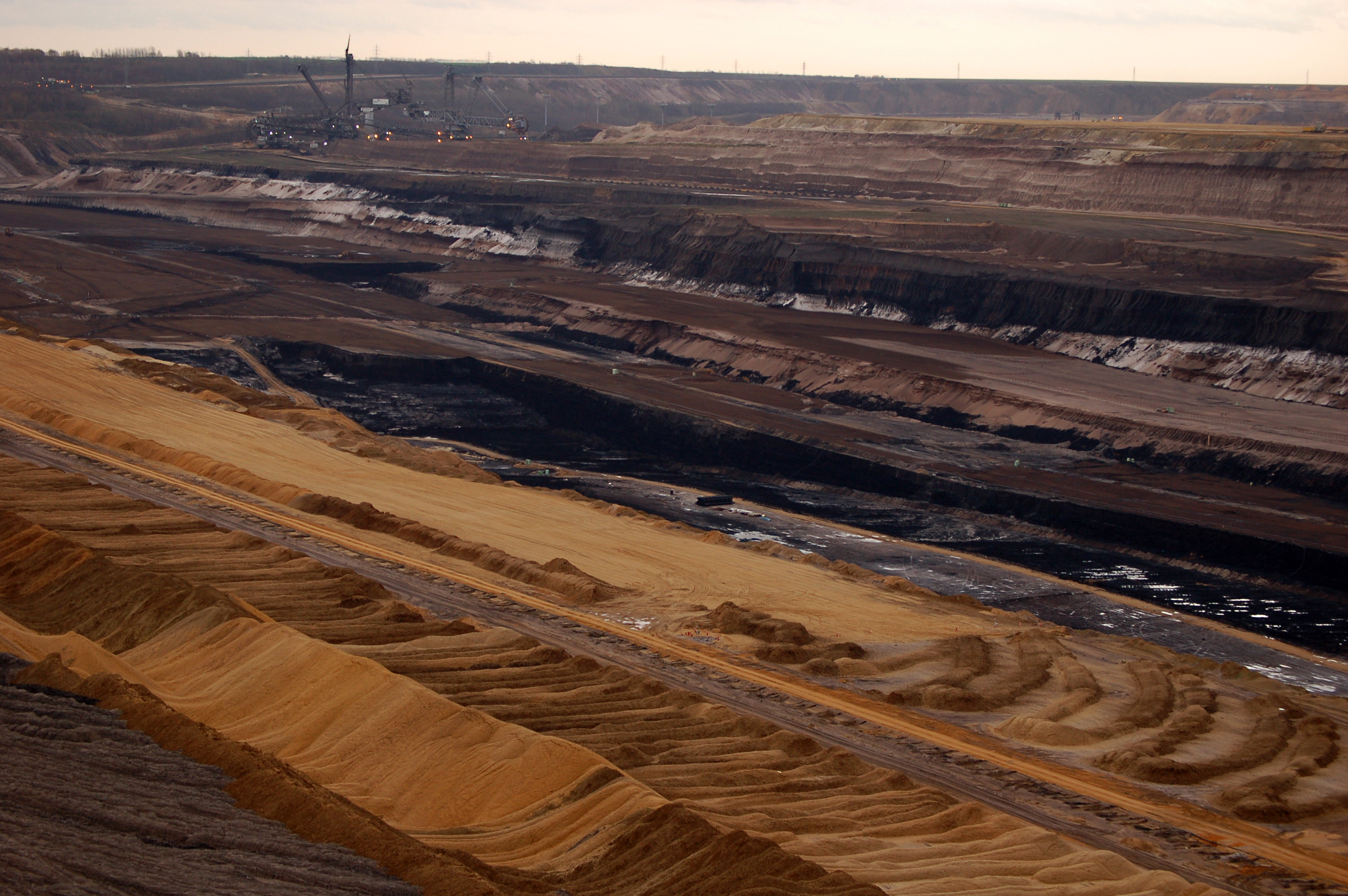
Castanopsis fòssils en els lignits, Garzweiler (Alemanya), 2006.

En el límit entre l'Oligocè i el Miocè aquest gènere estava distribuït a gran part d'Europa, (incloent els Països Catalans) i a Europa central va formar part de gran part dels actuals jaciments de lignit.

## Algunes espècies
- Castanopsis acuminatissima (Blume) A. DC. (= Castanea acuminatissima Blume, Quercus junghuhnii Miq.)
- Castanopsis argentea (Blume) A. DC. (= Castanea argentea (Blume) Blume)
- Castanopsis argyrophylla King ex Hook. f.

- Castanopsis calathiformis

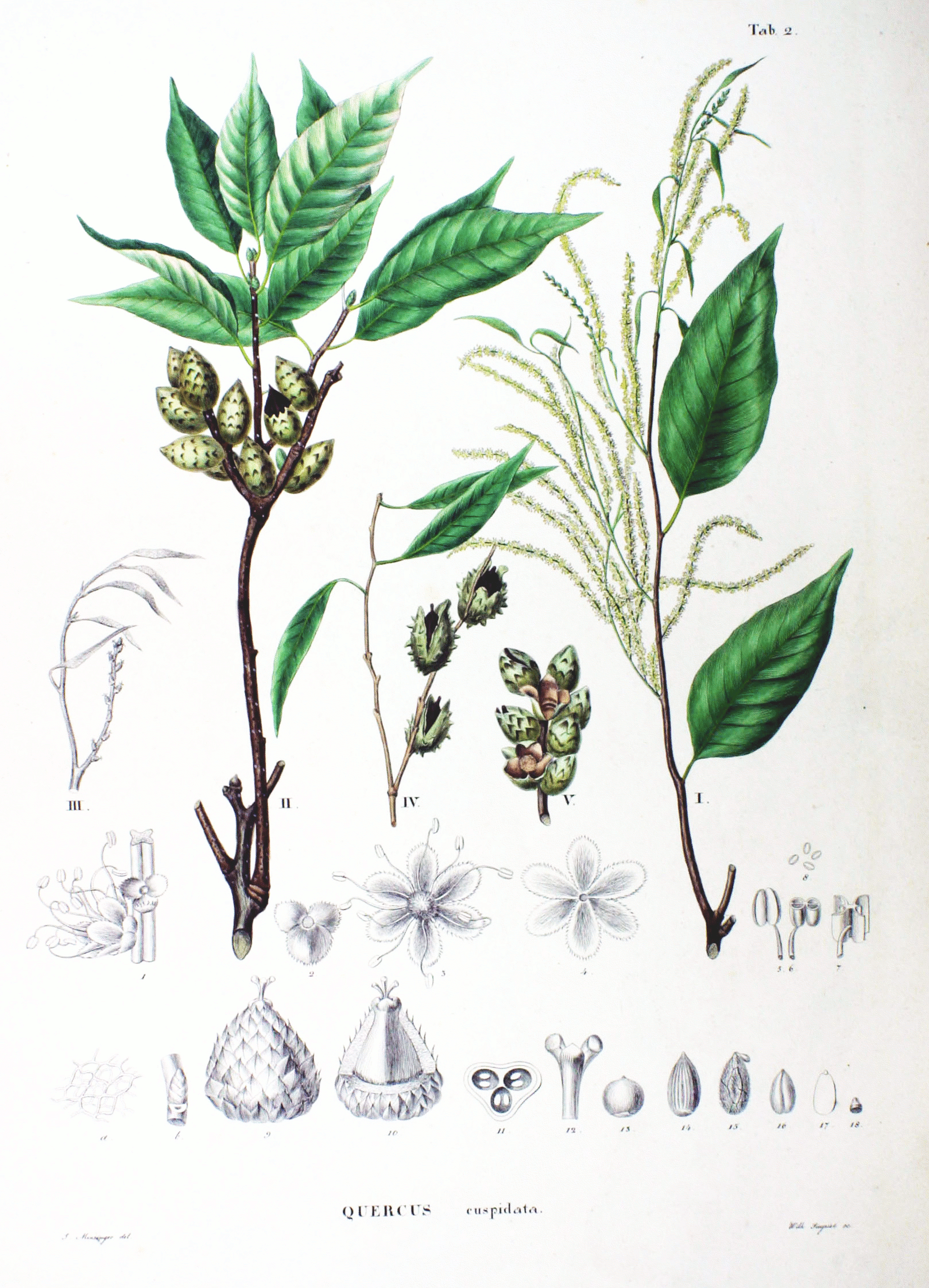
Shii (Castanopsis cuspidata), parts dibuixades

- Castanopsis carlesii (Hemsl.) Hayata (= Quercus carlesii Hemsl.)
- Castanopsis catappaefolia
- Castanopsis ceratacantha
- Castanopsis cerebrina
- Castanopsis choboensis
- Castanopsis chunii
- Castanopsis clarkei
- Castanopsis concinna
- Castanopsis crassifolia
- Castanopsis curtisii
- Castanopsis cuspidata – Chinquapin del Japó, shii
- Castanopsis delavayi Franch.
- Castanopsis diversifolia (Kurz) King ex Hook. f. (= Castanea diversifolia Kurz)
- Castanopsis eyrei (Champ. ex Benth.) Tutcher (= Castanopsis caudata Franch., Quercus eyrei Champ. ex Benth.)
- Castanopsis fabri Hance (= Castanopsis stellatospina Hayata)
- Castanopsis fargesii Franch. (= Castanopsis taiwaniana Hayata)
- Castanopsis fissa
- Castanopsis fordii
- Castanopsis globigemmata
- Castanopsis hainanensis
- Castanopsis hystrix
- Castanopsis indica (Roxb. ex Lindl.) A. DC. (= Castanea indica Roxb.)
- Castanopsis inermis (Lindl.) Benth. & Hook. f. (= Callaeocarpus sumatrana Miq., Castanea inermis Lindl., Castanopsis sumatrana (Miq.) A. DC.)
- Castanopsis javanica (Blume) A. DC. (= Castanea javanica (Blume) Blume, Fagus javanica Blume, Quercus discocarpa Hance, Quercus javanica (Blume) Drake)
- Castanopsis kawakamii
- Castanopsis kweichowensis
- Castanopsis lamontii
- Castanopsis lanceifolia (Kurz) Hickel & A. Camus
- Castanopsis longzhouica
- Castanopsis mekongensis

- Castanopsis nephelioides
- Castanopsis orthacantha

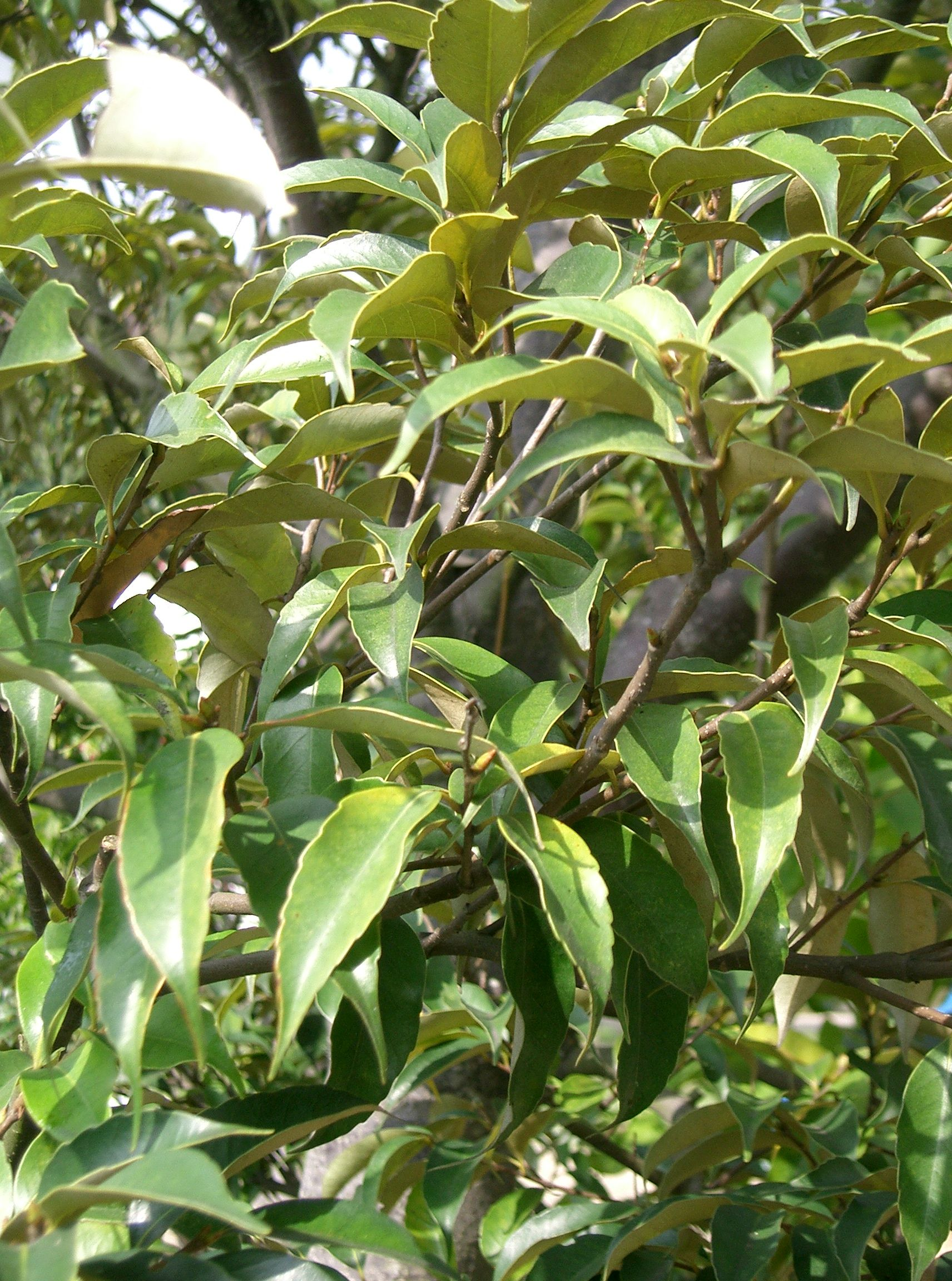
Castanopsis sieboldii, fulles

- Castanopsis philipensis (Blanco) S. Vidal (= Fagus philipensis Blanco)
- Castanopsis platyacantha
- Castanopsis rockii
- Castanopsis sclerophylla (Lindl. & Paxton) Schottky (= Quercus chinensis C. Abel, Quercus sclerophylla Lindl. & Paxton)
- Castanopsis scortechinii
- Castanopsis sieboldii (Makino) Hatus. (= Castanopsis cuspidata var. sieboldii (Makino) Nakai, Pasania cuspidata var. sieboldii Makino)
- Castanopsis tessellata Hickel & A. Camus
- Castanopsis tibetana Hance)
- Castanopsis tribuloides (Sm.) A. DC. (= Quercus tribuloides Sm.)
- Castanopsis tungurrut (Blume) A. DC. (= Castanea tungurrut Blume)
- Castanopsis uraiana
- Castanopsis wallichii
- Castanopsis wattii
- Castanopsis xichouensis

### Anteriorment ubicades dins aquest gènere
- Castanea henryi (Skan) Rehder & E. H. Wilson (as C. henryi <small">Skan)
- Chrysolepis

### Registre fòssil
Les espècies fòssils del Miocè a Europa són:
- Castanopsis pyramidata (Menzel) Kirchheimer
- Castanopsis salinarum (Unger) Kirchheimer
- Castanopsis schmidtiana (Geinitz) Kräusel